# Ontonagon (Michigan)
Ontonagon – wieś w Stanach Zjednoczonych, w stanie Michigan, w hrabstwie Ontonagon, siedziba hrabstwa.

## Nazwa
Ontonagon to nazwa hrabstwa, miejscowości i rezerwatu Indian, które wzięły nazwę od rzeki Ontonagon. Według lokalnej legendy jedna z kobiet straciła w rzece misę i krzyknęła nindonogan (pol. „odpłynęła moja misa”), co miało zainspirować nazwę rzeki, która oznacza „miejsce, gdzie pozyskuje się misy” i tłumaczona jest jako „miejsce misy”.  

## Geografia
Ontonagon leży u ujścia rzeki Ontonagon River do Jeziora Górnego w stanie Michigan, w hrabstwie Ontonagon. Według klasyfikacji klimatów Köppena wieś leży w zasięgu klimatu kontynentalnego z ciepłym latem. Średnia temperatura roczna wynosi 5,8°C – najcieplejszym miesiącem jest lipiec (o średniej temperaturze 19,3°C) a najchłodniejszym styczeń (-9,2°C). Średnie opady roczne wynoszą 977,9 mm.

## Historia

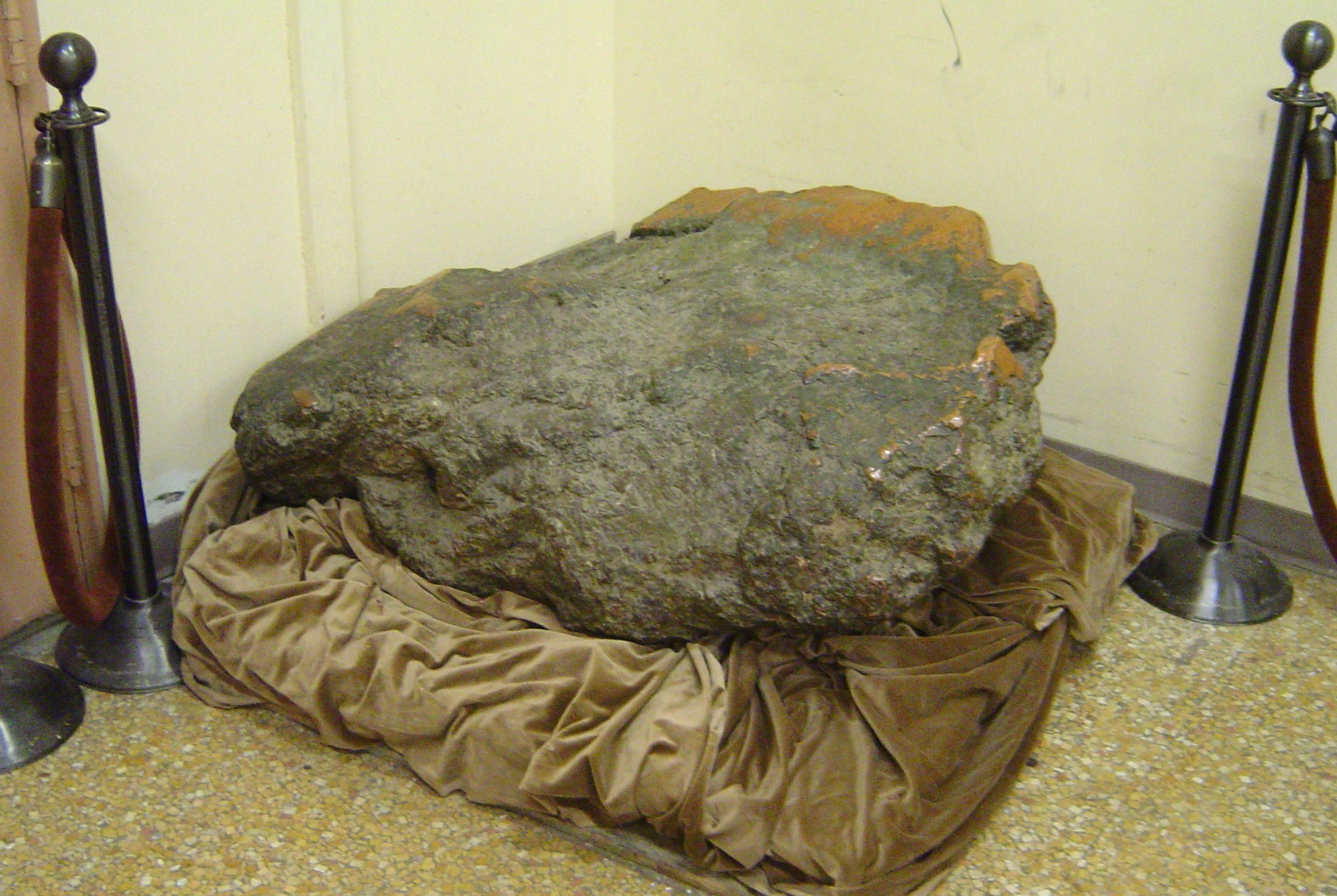
Ontonagon Boulder

W przeszłości na terenie obecnego Ontonagonu Indianie Odżibwejowie założyli wioskę. W jej pobliżu znajdował się ogromny blok miedzionośnej skały (ang. Ontonagon Boulder) czczony przez Indian. Francuski misjonarz jezuita Claude Dablon (1618–1697) odnotował istnienie bloku w 1670 roku. W 1766 roku bryła była wzmiankowana przez Alexandra Henry'ego (1739–1824) w jego dziele Travels and Adventures in Canada and the Indian Territories between the Years 1760 and 1776. W 1819 roku opisał ją Henry Schoolcraft. Blok kupił od lokalnych Indian i rządu federalnego kupiec z Detroit Julius Eldred, po czym rząd odkupił go i umieścił w Smithsonian Institution w Waszyngtonie.  
Ontonagon został założony w 1843 roku. Rozwinął się jako port rzeczny do transportu miedzi i drewna. Współcześnie jest siedzibą hrabstwa Ontonagon. Znajduje się tu Muzeum Historyczne Hrabstwa Ontonagon. Według cenzusu z 2010 roku wieś zamieszkiwały 1494 osoby.  